# NEC PC-8000

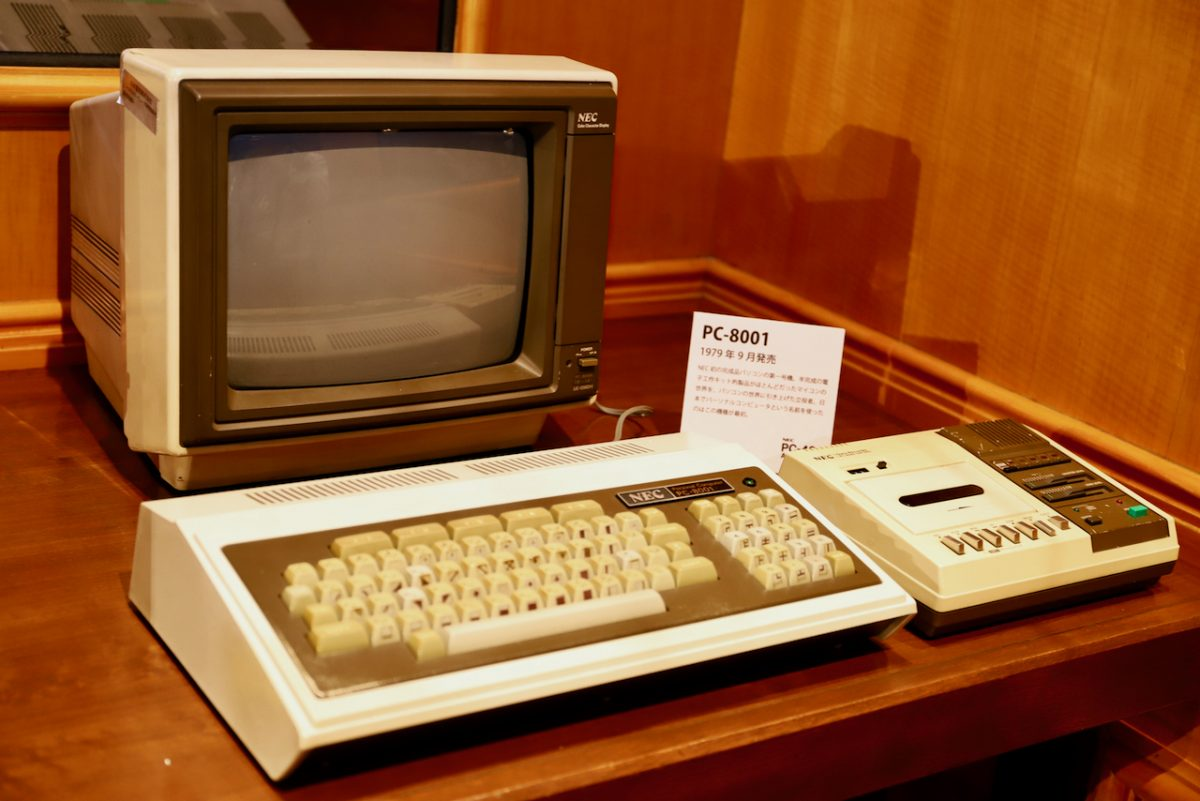
NEC PC-8000 series

NEC PC-8000 (сокращённо PC-80) — серия персональных компьютеров от японской компании NEC. Её представитель — PC-8001 — был впервые представлен 9 мая 1979 года. Последней моделью стала PC-8001mkIISR, вышедшая в январе 1985 года.

## PC-8001
PC-8001 поступил в продажу в сентябре 1979 года с начальной ценой ¥168 000. Его дизайн представляет собой объединённые клавиатуру и материнскую плату. К периферии относились принтер, кассетный приёмник и интерфейс ЭЛТ. Компьютер оснащён процессором NEC μPD780 с тактовой частотой 4 МГц, 16 КБ ОЗУ (для её расширения до 32 КБ необходим был блок ввода-вывода PC-8012), ЭЛТ видеовыход, шина расширения, последовательный порт и 24 КБ ПЗУ, в которые встроен интерпретатор BASIC с названием N-BASIC. Дополнительный DISK BASIC позволяет осуществлять дисковый ввод-вывод с внешнего дисковода гибких дисков. Также можно было установить PCG-8100 — дополнительное устройство, работающее по принципу программируемого генератора символов, который, как следует из названия, дает компьютеру дополнительные 128 символов, которые можно запрограммировать.

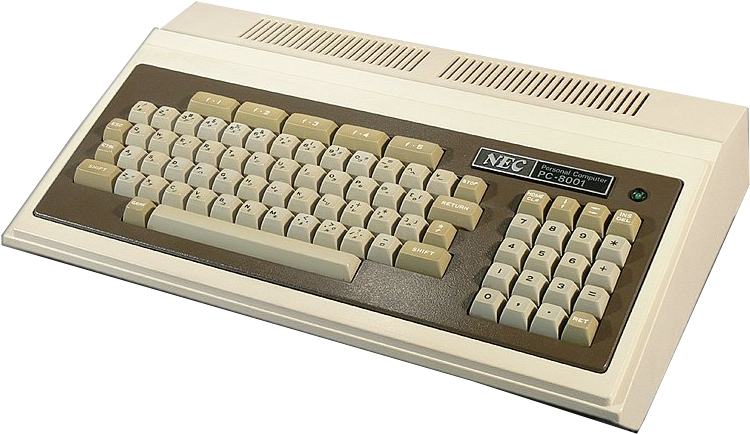
NEC PC-8001

Графика выводилась в двух режимах: текстовом и графическом. В текстовом режиме использовался режим 80 символов на 25 линий. В графическом режиме выводилось 160 на 100 пикселей 8 цветов. Звук поступал из так называемого бипера внутри компьютера.
Периферия представляла собой блок ввода-вывода PC-8012 (PC-8012A в Северной Америке). Он включал разъёмы 32 КБ ОЗУ для NEC μPD416 DRAM и 8 КБ ПЗУ для 2716 штук ППЗУ, а также контроллер прерываний, интервальный таймер, последовательный порт, контроллер дисковода гибких дисков, параллельный порт и порт IEEE-488. Также к периферии относились дисковод PC-8031 (PC-8031A), приёмник кассетт PC-6082 (PC-6082A) и принтер PC-8023 (PC-8023A)
В Канаде и США этот компьютер продавался как PC-8001A. В соответствии с правилами FCC, он был модифицирован для снижения электромагнитных помех. Так называемые символы катаканы в ПЗУ символов заменены на греческий алфавит. В Европе, а также в Австралии и Новой Зеландии PC-8001 продавался под именем PC-8001B.

### Успех в Японии

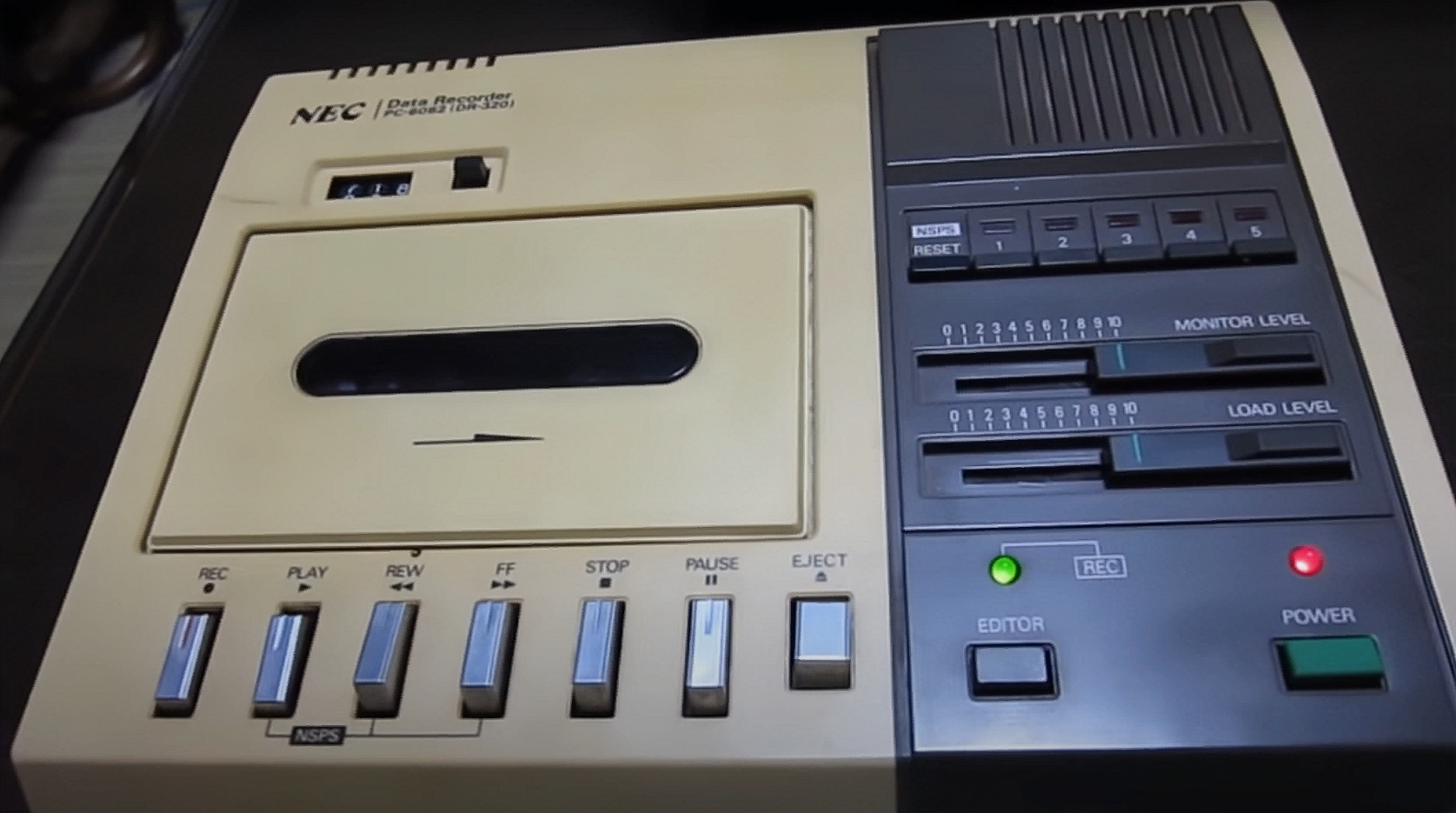
Приёмник кассетт NEC PC-6082

PC-8001 был представлен 9 мая 1979 года, а его прототип был представлен широкой публике на выставке микрокомпьютеров '79, проходившей с 16 по 19 мая в центре Рютсу в Токио. Вскоре после выставки NEC получила тысячи заказов. Потребовалось полгода, чтобы отправить около 10 000 предварительных заказов после начала отгрузки в сентябре 20, 1979. К 1981 году компания занимала 40 % японского рынка персональных компьютеров. Было отгружено около 250 000 единиц, пока производство не было остановлено в январе 1983 года. NEC также преуспела в расширении своей сети персональных компьютеров в Японии. В 1979 году сеть владела 7 магазинами, в 1980 году — 15 магазинами, в 1981 году — более чем 100 магазинами, а к 1983 году достигла 200 магазинов.
PC-8001 хорошо продавался на образовательном рынке, поскольку NEC рекламировала, что PC-8001 использует промышленный стандарт Microsoft BASIC. Средняя школа Чигасаки Нисихама префектуры Канагава была первой школой, имеющей старшие классы средней школы с акцентом на общий курс, которая приобрела компьютеры PC-8001 (купив 17 единиц) и начала преподавать программирование в качестве предмета по выбору в 1981 году. В апреле 1982 года образовательное телевидение NHK запустило телевизионную программу "Интересный курс «Введение в микрокомпьютеры» с использованием PC-8001. Разработанный им учебник "Введение в микрокомпьютеры — первая половина Showa 57 разошелся тиражом 700 000 экземпляров.
Сотрудники NEC поняли, почему PC-8001 так долго продавался: самым важным фактором является установленная цена в ¥168 000. Основное мнение настаивало на том, что ¥220 000 — ¥230 000 соответствовали стоимости продукта, но Кадзуя Ватанабе так и не снял ¥168 000. В конце концов, предложение Ватанабэ было принято решением исполнительного директора Оучи, но его упрямство было достойно восхищения.

### История разработки
В Японии отдел продаж микрокомпьютеров Nippon Electric в отделе продаж электронных устройств выпустил в 1976 году TK-80, одноплатный компьютерный комплект. Он стал популярным среди любителей. Американские персональные компьютеры были дорогими для личного пользования (начальная цена Apple II по прейскуранту составляла ¥358 000, Commodore PET — ¥298 000, а TRS-80 — ¥248 000). В 1978 году Hitachi Basic Master и Sharp MZ-80K, разработанные компаниями бытовой электроники, были выпущены как персональные компьютеры, предназначенные для любителей, а не для использования в бизнесе.
Команда уже разрабатывала интерпретатор BASIC, но Ватанабэ решил использовать Microsoft BASIC, поскольку он широко использовался на североамериканском рынке. В то время Microsoft и ASCII (главный дилер Microsoft в Японии) намеревались расширить OEM-бизнес в Японии, поэтому N-BASIC был предоставлен NEC с очень низкой лицензионной платой. Он был разработан в офисе Microsoft в Сиэтле, и NEC предоставила прототип в проволочной оболочке, известный как PC-8001g.
У Electronic Device Group была лишь небольшая дистрибьюторская сеть магазинов электронных компонентов, а у Information Processing Group были только корпоративные клиенты, которые приобретали дорогие мэйнфреймы. Кроме того, у них не было возможностей для массового производства. Они попросили компанию New Nippon Electric (NEC Home Electronics с 1983 года) продавать персональные компьютеры через свою сеть розничной торговли. Системный блок, дисплеи и устройства хранения данных были разработаны NEC и изготовлены New Nippon Electric. Принтеры были предоставлены компанией Tokyo Denki (Toshiba TEC), поскольку NEC разрабатывала дорогие принтеры только для мэйнфреймов.
Другие подразделения NEC не оценили проект по достоинству до того, как PC-8001 поступил в продажу. Большинство людей, даже в NEC, не знали о микрокомпьютерах и не могли понять, на что нацелен отдел продаж микрокомпьютеров. TK-80 хорошо продавался среди компьютерных энтузиастов, но компьютерное подразделение рассматривало его как игрушку. Их проекты часто подвергались критике внутри компании. Ватанабэ вспомнил, что инженеры компьютерного подразделения критиковали микрокомпьютеры за отсутствие проверки битов четности, и они предполагали, что микропроцессоры того времени не подходили для вычислений из-за их недостаточной производительности и надежности. Он считал, что микропроцессоры более надежны, чем мини-компьютеры с проводной оболочкой. Когда он отправил контракт с Microsoft на утверждение, директор компьютерного подразделения раскритиковал их за то, что они планировали приобрести программное обеспечение у небольшой компании. Внутри компании считалось, что инженеры уверены в своем программном обеспечении и должны сами разрабатывать программное обеспечение. Он объяснил директору: «Это выгодно, поэтому проблем нет. Мы — продавцы». Ватанабэ понимал важность промышленного стандарта и сторонних разработчиков, но его восприятие противоречило практике компании.
Боссы Ватанабэ, менеджер отдела продаж электронных устройств Моричика Саванобори и исполнительный директор Ацуеси Оучи, позволили ему делать то, что он хотел. Когда он предложил проект TK-80, Саванобори поддержал его, ожидая, что это расширит рынок микропроцессоров, и Оучи доверял их решению. Когда он планировал разработать персональный компьютер, Оучи колебался. Это стало бы компьютерным продуктом, участвующим в основном бизнесе NEC, и повлияло бы на их корпоративный имидж. Ватанабэ также колебался, стоит ли разрабатывать его в подразделении устройств, а не в компьютерном подразделении, но он увидел растущий рынок персональных компьютеров в Америке, и тогда он решил продолжить проект. По мере продвижения проекта Ватанабэ, Саванобори и Оучи обсуждали свои мысли о маркетинге, планировали метод массового производства и пришли к соглашению, что они посвятят проекту всю свою энергию. В январе 1979 года Goto отправила первый запрос на массовое производство в New Nippon Electric. Они были уверены, что продукт будет продаваться, но планировали постепенно обучать и увеличивать число дилеров.

## PC-8001mkII

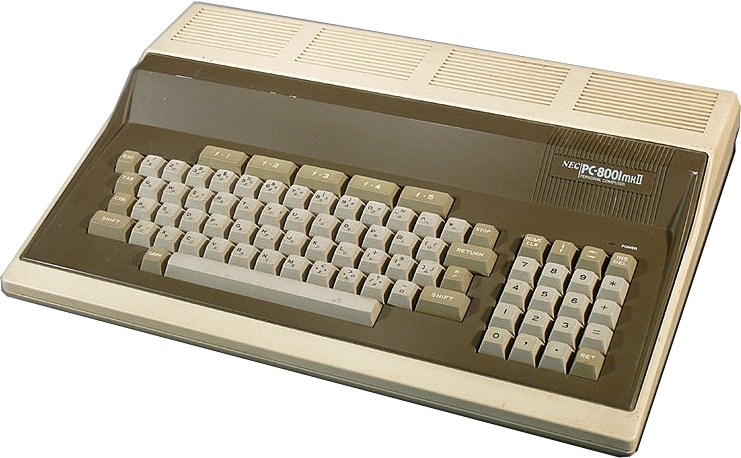
NEC PC-8001mkII

Обновлённая версия компьютера PC-8001 вышла в марте 1983 года и сразу же поступила в продажу за ¥123 000 под именем PC-8001mkII (Mark II). В то время как его наиболее очевидным улучшением были графические возможности, PC-8001mkII также включал внутренний интерфейс для гибких дисков 5,25 дюйма, а также два внутренних слота расширения, устраняя необходимость в блоке расширения PC-8011 для возможности обновления. Внутренний BASIC также был изменён с 24-килобайтного N-BASIC на 32-килобайтный N80-BASIC, в который были добавлены новые условные операторы, а также графические команды. Mark II мог работать в режиме N-BASIC, то есть запускать ПО для PC-8001, но для этого была необходима версия PCG-8100 для PC-8001mkII — PCG-8200.

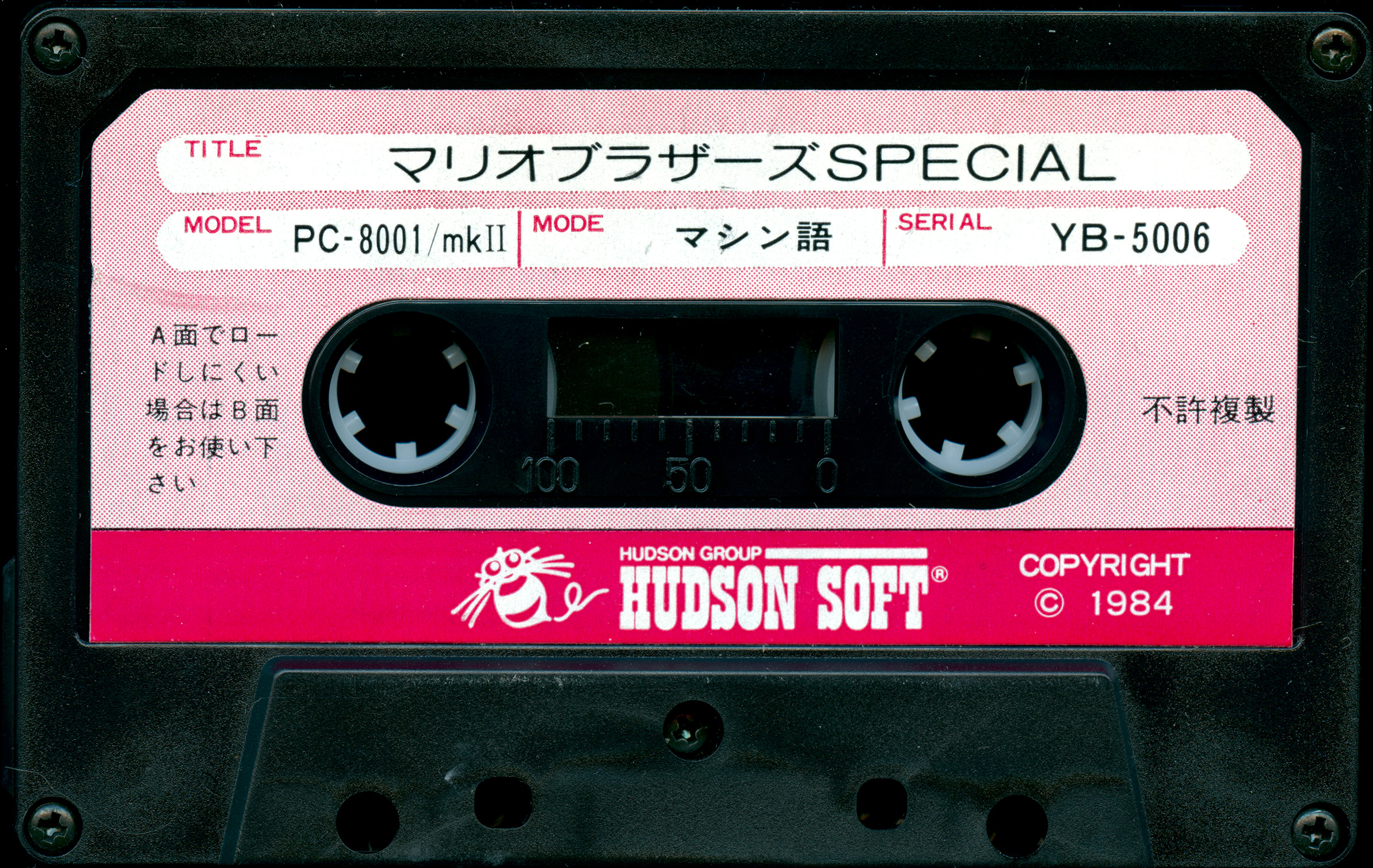
Кассета с игрой для PC-8001 и PC-8001mkII

В то время как цена PC-8001mkII была сопоставима с другими 8-разрядными компьютерами того времени, его графика была заметно хуже, чем у конкурентов (это была попытка NEC избежать конкуренции с их собственной, более мощной серией PC-8800). Это привело к относительной нехватке программного обеспечения, производимого для него, особенно игр. ОЗУ было повышено с 16 КБ на 64 КБ

## PC-8001mkIISR
Проблему у PC-8001mkII смогла устранить ещё одна, ещё более мощная версия компьютера — PC-8001mkIISR (Mark II Super Revision). Компьютер вышел в январе 1985 и поступил в продажу с ценой ¥103 000.
PC-8001mkIISR увеличил объём памяти кадрового буфера (VRAM) с 16 КБ до 48 КБ, что позволяет использовать графические режимы с разрешением 640×200 пикселей или 320×200 пикселей с двойной буферизацией. Кроме того, примитивный бипер был заменен аудиосистемой FM synthesis (в данном случае это аудиочип Yamaha YM2203, или OPN). Его внутренний BASIC также был обновлён на N80SR-BASIC, чтобы позволить использовать это новое оборудование, а также обеспечить режимы совместимости с PC-8001 и PC-8001mkII (хотя значительная часть старого программного обеспечения не работала должным образом в этих режимах по неизвестной причине). Другие изменения включали замену одного слота расширения общего назначения на слот расширения ПЗУ с иероглифами кандзи, разъёмом для клавиатуры серии PC-8800 и разъёмом для джойстика в стиле Atari.

## Сравнение компьютеров NEC PC-8000
| Имя компьютера | ОЗУ   | Графика                                              | Дата выпуска  | Звук   | Видеопамять |
| -------------- | ----- | ---------------------------------------------------- | ------------- | ------ | ----------- |
| PC-8001        | 16 КБ | 160×100 (8 цветов), 80×25 символов (текстовый режим) | Сентябрь 1979 | Бипер  | 16 КБ       |
| PC-8001mkII    | 64 КБ | 640×200 (2 или 8 цветов), 320×200 (4 цвета)          | Март 1983     | Бипер  | 16 КБ       |
| PC-8001mkIISR  | 64 КБ | 640×200, 320×200 (с двойной буферизацией) (8 цветов) | Январь 1985   | YM2203 | 48 КБ       |